# Йоаким Борисевич
Йоаким Борисевич (хресне ім'я Яків, пол. Joachim Borysiewicz; бл. 1713, Судова Вишня — 17 січня 1774, Домашів) — чернець-василіянин, український церковний маляр.

## Життєпис
Народився бл. 1713 року в Судовій Вишні у шляхетській сім'ї греко-католиків Андрія і Марії Борисевичів. До Василіянського Чину в Крехівський монастир вступив як маляр 21 листопада 1750 року. 8 вересня 1752 року в Крехові склав вічні обіти і впродовж цілого наступного року розмальовував церкву, писав ікони і малював портрети. Потім два роки працював у Верхраті над оздобленням однієї із монастирських церков. Переведений спочатку до Добромильського, а потім до Лаврівського монастиря. Був відомим на всю підкарпатську околицю малярем. У серпні 1766 року повернувся до Добромиля, а по двох роках знову до Лаврова. Врешті у 1771 році переведений до Домашева для малювання образів.
Помер у Домашеві 17 січня 1774 року.